# Rodolívos
Rodolívos (Rodolivos) är en kommunhuvudort i Grekland.   Den ligger i prefekturen Nomós Serrón och regionen Mellersta Makedonien, i den nordöstra delen av landet, 300 km norr om huvudstaden Aten. Rodolívos ligger 343 meter över havet och antalet invånare är 2 072.
Terrängen runt Rodolívos är kuperad åt nordväst, men åt sydost är den bergig. Runt Rodolívos är det ganska glesbefolkat, med 29 invånare per kvadratkilometer. Närmaste större samhälle är Néa Zíchni, 17,4 km nordväst om Rodolívos. I omgivningarna runt Rodolívos växer i huvudsak blandskog.